# Slag bij Savage's Station
De Slag bij Savage's Station vond plaats op 29 juni 1862 in Henrico County, Virginia als deel van de Zevendagenslag tijdens de schiereiland-veldtocht van de Amerikaanse Burgeroorlog. De hoofdmacht van het Army of the Potomac begon een algemene terugtocht naar de James River. Brigadegeneraal John B. Magruder volgde langs de spoorweg en de Williamsburg Road en viel de Noordelijke achterhoede aan bij Savage’s Station. De achterhoede bestond uit het II Corps van generaal-majoor Edwin Vose Sumner. Ondertussen trokken de Noordelijken zich terug door de White Oak Swamp. Ze lieten hierbij hun voorraden en 2.500 gewonden achter in een veldhospitaal.

## Achtergrond
De Zevendagenslag begon met een kleine Noordelijke aanval bij Oak Grove op 25 juni 1862. De Noordelijken verloren hierna het initiatief toen generaal Robert E. Lee een eigen offensief inzette. De Zuidelijken vielen aan bij Beaver Dam Creek op 26 juni, Gaines' Mill op 27 juni en Garnett's en Golding's Farm op 27 juni en 28 juni. Het Army of the Potomac begon hierna zich terug te trekken naar de James River.
De hoofdmacht van McClellans leger had zich rond Savage's Station geconcentreerd bij de Richmond and York River spoorweg. Daar werden de voorbereidingen getroffen om de White Oak Swamp over te steken. Deze terugtocht werd niet gecoördineerd door McClellan. Hij had zich reeds teruggetrokken naar Malvern Hill zonder dat hij marsorders had geformuleerd of zelfs maar een plaatsvervanger had aangeduid. Zwarte rookwolken vulden de lucht omdat de Noordelijken alles moesten vernietigen wat ze zelf niet konden meenemen. Noordelijk moreel bereikte een dieptepunt toen de gewonden moesten worden achtergelaten bij Savage’s Station.
Lee ontwikkelde een complex plan om het Noordelijke leger te achtervolgen en te vernietigen. Longstreet en A.P. Hills divisies maakten een grote bocht richting Richmond en dan naar het kruispunt bij Glendale. Holmes’ divisie marcheerde in zuidelijke richting naar Malvern Hill. Magruders divisie marcheerde in oostelijke richting om de vijandelijke achterhoede aan te vallen. Stonewall Jackson moest met zijn drie divisies de brug over de Chickahominy herbouwen en dan in zuidelijke richting naar Savage’s Station marcheren. Daar zou hij aansluiting vinden met Magruder en het Noordelijke leger een zware slag toebrengen.
De achterhoede bij Savage’s Station bestond uit vijf divisies van Sumners II Corps, Heintzelmann III Corps en Franklins VI Corps. McClellan beschouwde Sumner als incompetent. Daarom werd er niemand aangesteld als bevelhebber van de achterhoede.

## De slag
De eerste schermutselingen vonden plaats rond 09.00u op 29 juni nabij de boerderij van Mr. Allen op ongeveer 3 km van Savage’s Station. Twee Georgiaregimenten van George T. Andersons brigade bevochten twee Pennsylvaniaregimenten van Sumners Korps. Na twee uur strijd hadden de Zuidelijken 28 man verloren tegenover 119 voor de Noordelijken. De Zuidelijke brigadegeneraal Richard Griffith raakte dodelijke gewond door een granaatscherf. Magruder, die onder invloed van morfine zou geweest zijn om een indigestie te verwerken, was verward. Hij dacht dat de kans groot was dat een vijandelijk overmacht hem zou aanvallen. Hij vroeg om versterkingen bij Lee die twee brigades van generaal-majoor Benjamin Huger ter ondersteuning stuurde.
Ondertussen ondervond Jackson opnieuw vertraging. Het duurde langer dan gedacht om de brug te herbouwen. Ook kreeg hij een onduidelijk bericht van Lee’s stafchef waaruit hij opmaakte dat hij de bruggen moest beschermen en niet verder oprukken. Ook de Noordelijken hadden hun problemen. Heintzelmann besliste eigenhandig dat zijn korps niet zou ingezet worden om Savage’s Station te verdedigen. Hij dacht dat de korpsen van Sumner en Franklin voldoende waren en trok zich terug met de rest van het leger.
Rond 14.00u moest Magruder twee brigades afstaan voor Magruder. Hij had nu maar 14.000 soldaten over om de 26.600 soldaten van Sumner aan te vallen. Hij aarzelde om aan te vallen tot rond 17.00u. Toen stuurde hij twee en een halve brigades naar voren. Brigadegeneraal Joseph B. Kershaw nam de linkerflank voor zijn rekening, brigadegeneraal Paul J. Semmes het centrum en kolonel William Barksdale de rechterflank. Franklin en John Sedgwick voerden een verkenningstocht uit ten westen van Savage’s Station toen ze Kershaws brigade in het vizier kregen. Eerst dachten ze dat dit soldaten van Heintzelmanns korps waren. Ze zagen echter zeer snel hun fout in. Dit was de eerste aanwijzing van het onaangekondigde vertrek van Heintzelmann. De Noordelijke artillerie opende het vuur en infanterie werd naar voor gestuurd.
Magruders aanval werd ondersteund door de eerste gepantserde trein die in gevechten ingezet werd. Om tegenwicht te bieden aan de belegeringsartillerie van McClellan had Lee begin juni een trein laten uitrusten met een 32-ponder Brooke-kanon. Het kreeg de bijnaam "Land Merrimack." Zelfs met zo een machtig wapen als ondersteuning was de beslissing van Magruder om een klein deel van zijn strijdmacht in te zetten tegenover een sterkere vijand voorspelbaar.
De eerste Noordelijke eenheid die in de gevechten betrokken raakte was William W. Burns’ brigade van Sedgwicks korps. De defensieve stellingen bleken onvoldoende sterk om Kershaw en Semmes tegen te houden. Sumner stuurde ad-hocversterkingen van verschillende brigades. Toen deze versterkingen uiteindelijk het front bereikten waren beide zijden ongeveer even sterk met elk 2 brigades. Magruder had weinig soldaten ingezet. Toch had Sumner nog minder manschappen ingezet. Van de 26 regimenten tot zijn beschikking had hij er maar 10 gebruikt in de strijd.
Het front veranderde in een bloedige patstelling toen de duisternis inviel en een onweer losbarstte. De Land Merrimack bombardeerde de Noordelijke stellingen. De laatste actie die dag werd uitgevoerd door de Vermont Brigade van kolonel William T. H. Brooks. Om de flank ten zuiden van de Williamsburg Road te versterken vielen ze de vijand aan in de nabijgelegen bossen. Ze leden zware verliezen in deze zinloze aanval.

## Gevolgen
De slag resulteerde in een patstelling met ongeveer 1.500 slachtoffers voor beide zijden en 2.500 gevangengenomen Noordelijke gewonden die niet geëvacueerd werden.
Jackson stak de rivier over om 02.30u de volgende dag. Hij was te laat om de vijand aan te vallen. Het merendeel van het Noordelijke leger raakte over de Whit Oak Swamp zonder kleerscheuren. Op 30 juni werd er opnieuw gevochten in de Slag bij Glendale en de Slag bij White Oak Swamp.